# 풍안군
풍안부수 이효손(豊安副守 李孝孫, 1403년 5월 2일~1463년 8월 26일)은 조선의 왕족 종실이다. 본관은 전주(全州)이고, 무안대군(이방번, 1381년~1398년)의 양자(養子)이기도 하며, 광평대군(이여, 1425년~1444년)의 양부(養父)가 된다.
사후 약 809년 여가 흘러 지난 1872년(고종 9)에 풍안군(豊安君)으로 추증되었다.

## 생애
의안군 이화의 친손자이며, 영천군 이담의 슬하 2남 5녀 중 장남(長男)이다.
1412년(태종 12)에 풍안부수(豊安副守)로 책봉된 그는, 젊은 시절에 결혼을 하여 슬하 2남을 얻은 이후 35세 때인 1437년(세종 19)에 5촌 종숙부 무안대군의 양자로 출계하였다. 그와 동시에 광평대군(세종의 적5자)을 양자로 삼았고, 친장자 문평군을 사촌 남동생 하릉도정에게, 친차자 문양군을 사촌 형 창성군에게 각각 양자로 출계시켰다.

## 친척 관계
- 양손자: 영순군 이부
- 양조부: 태조 이단
- 친조부: 의안군 이화
- 사촌 형: 창성군 이의경
- 사촌 남동생: 하릉군 이확

## 같이 보기
- 창선군 이근생 (사촌 형제)